# Maracalagonis
Maracalagonis ist eine italienische Gemeinde (comune) mit 7934 Einwohnern (Stand 31. Dezember 2023) in der Metropolitanstadt Cagliari auf Sardinien. Die Gemeinde liegt etwa 12,5 Kilometer nordöstlich von Cagliari. Ein Ausläufer des Gemeindegebiets liegt unmittelbar am Golf von Cagliari (Mittelmeer).
Im Ort liegt das Gigantengrab von Sa Murta Stèrria ’e Pizzus. 

## Verkehr
Durch das Gemeindegebiet führt die Strada Statale 125 Orientale Sarda, durch das Gemeindegebiet von Cagliari kommend, an der Ostküste Sardiniens entlang nach Palau.